# (22249) Дворец Пионеров
(22249) Дворец Пионеров (лат. Dvorets Pionerov) — типичный астероид главного пояса, открыт 11 сентября 1972 года советским астрономом Николаем Черных в Крымской астрофизической обсерватории и 6 января 2007 года назван в честь Московского Дворца пионеров.

## Обнаружение и именование
(22249) Дворец Пионеров
Открыт 11 сентября 1972 года в Крымской астрофизической обсерватории Н. С. Черных.
Московский городской дворец творчества молодёжи (Дворец пионеров) был основан в 1936 году. В настоящее время во Дворце ежегодно обучается около 15 000 детей, где они свободно занимаются искусством и спортом, научным и техническим творчеством. Среди его бывших воспитанников много известных спортсменов, актёров и учёных.
Оригинальный текст (англ.)22249 Dvorets Pionerov
Discovered 1972 Sept. 11 by N. S. Chernykh at the Crimean Astrophysical Observatory.
Moscow City Palace of Youth Creativity (Dvorets pionerov) was founded in 1936. Nowadays some 15~000 children study annually in the Palace, where they are freely engaged in art and sport, scientific and technical creativity. Among its former pupils there are many well known sportsmen, actors and scientists.
Источники: 20070106/MPCPages.arc; M.P.C. 58595.

## Орбита

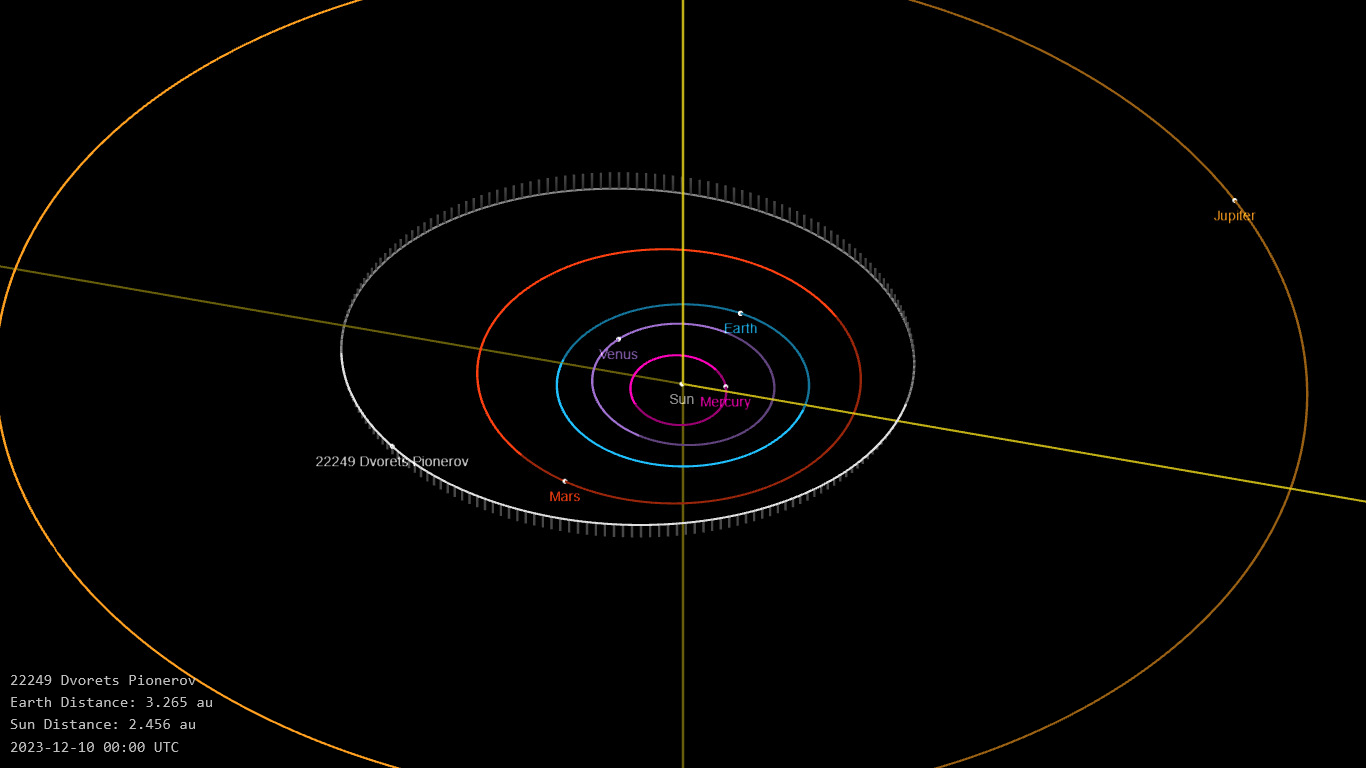
Орбита астероида Дворец Пионеров и его положение в Солнечной системе

## Физические характеристики
Астероид относится к таксономическому классу S.
По результатам наблюдений в видимом и ближнем инфракрасном диапазоне космического телескопа NEOWISE и наблюдений в инфракрасном диапазоне спутника Akari диаметр астероида оценивался равным 5,535±0,034 км, 6,34±0,51 км, 5,16±1,42 км и 5,72±1,57 км. Согласно тем же источникам альбедо оценивается как 0,0619±0,0127, 0,033±0,006, 0,08±0,03, 0,04±0,04 и 0,062±0,013.